# Stock Delivery
『Stock Delivery』（ストック・デリバリー）は、SEAMOのコレクションアルバム。

## 解説
- デビューシングル「関白」から8枚目のシングル「軌跡」までのカップリングとして収録された楽曲と、アルバムと同時発売の「Honey Honey feat. AYUSE KOZUE」を加えた全12曲（ボーナストラック含めて）。ボーナストラックには「Brotherhood」のソロバージョンが収録されている。
- アルバムタイトルは「こんな良質な商品（楽曲）をお届けしますよ（デリバリー）」という意味が込められている。
- 価格は通常盤が2,000円、初回限定シンプル盤が1,500円となる。
- 初回限定シンプル盤は、ブックレット無し・ピクチャー・レーベル仕様・有料ダウンロードブックレット対応。ダウンロードブックレットは、SEAMO本人が語る制作秘話、音声楽曲解説付き。（税込価格300円）

## 収録曲
1. 天狗～祭りのテーマ～
1stシングル「関白」c/w。
2. Honey Honey feat. AYUSE KOZUE
2ndシングル「DRIVE」c/wの新録バージョン。
3. LOVEミサイル
6thシングル「Cry Baby」c/w
4. カラテキッド
5thシングル「ルパン・ザ・ファイヤー」c/w
5. 好奇心
8thシングル「軌跡」c/w
6. Brotherhood
4thシングル「マタアイマショウ」c/w
7. Break My Heart
5thシングル「ルパン・ザ・ファイヤー」c/w
8. We Fight!
4thシングル「マタアイマショウ」c/w
9. 無想転生
6thシングル「Cry Baby」c/w
10. Rising Dragon feat. 2BACKKA
7thシングル「Fly Away」c/w。
11. Runnin'
3rdシングル「a love story (SEAMO with BENNIE K)」c/w
12. Brotherhood (Solo Version) (Bonus Track)
4thシングル「マタアイマショウ」c/wのソロバージョン。オリジナルバージョンと歌詞が一部異なる。